# Felsőzsolca
Felsőzsolca ist eine ungarische Stadt im Kreis Miskolc im Komitat Borsod-Abaúj-Zemplén.

## Geografische Lage
Felsőzsolca liegt in Nordungarn am linken Ufer des Flusses Sajó, ein Kilometer östlich des Komitatssitzes Miskolc. Nachbargemeinden sind Arnót, Onga und Alsózsolca.

## Städtepartnerschaften
- Cholmez (Холмець), Ukraine[2]
- Delčevo (Делчево), Nordmazedonien[2]
- Draganowo (Драганово), Bulgarien[2]
- Izmir, Türkei[2]
- Kanjiža (Кањижа), Serbien[2]
- Kráľovský Chlmec, Slowakei[2]
- Morăreni, Rumänien[2]
- Olsztynek, Polen[2]
- Wyschkowo (Вишково), Ukraine[2]

## Sehenswürdigkeiten
- Denkmal der bulgarischen Minderheit (Bolgár Kisebbség emlékműve) von Zsófia Balogh
- Griechisch-katholische Kirche Istenszülő elhunyta, erbaut 1851
- Ida-Platthy-Reliefgedenktafel, erschaffen 1993 von Éva Varga
- Reformierte Kirche
- Römisch-katholische Kirche Keresztelő Szent János születése, erbaut 1900
- Schloss Bárczay (Bárczay-kastély), erbaut im 18. Jahrhundert, restauriert 2001 (mit Museum und Bibliothek)

## Verkehr
Durch Felsőzsolca verläuft die Landstraße Nr. 3606. Durch den im südlichen Teil der Stadt gelegenen Bahnhof ist diese angebunden an die Eisenbahnstrecken von Miskolc nach Hidasnémeti, nach Nyíregyháza und nach Sátoraljaújhely.